# 加布里埃尔·诺拉敦基安

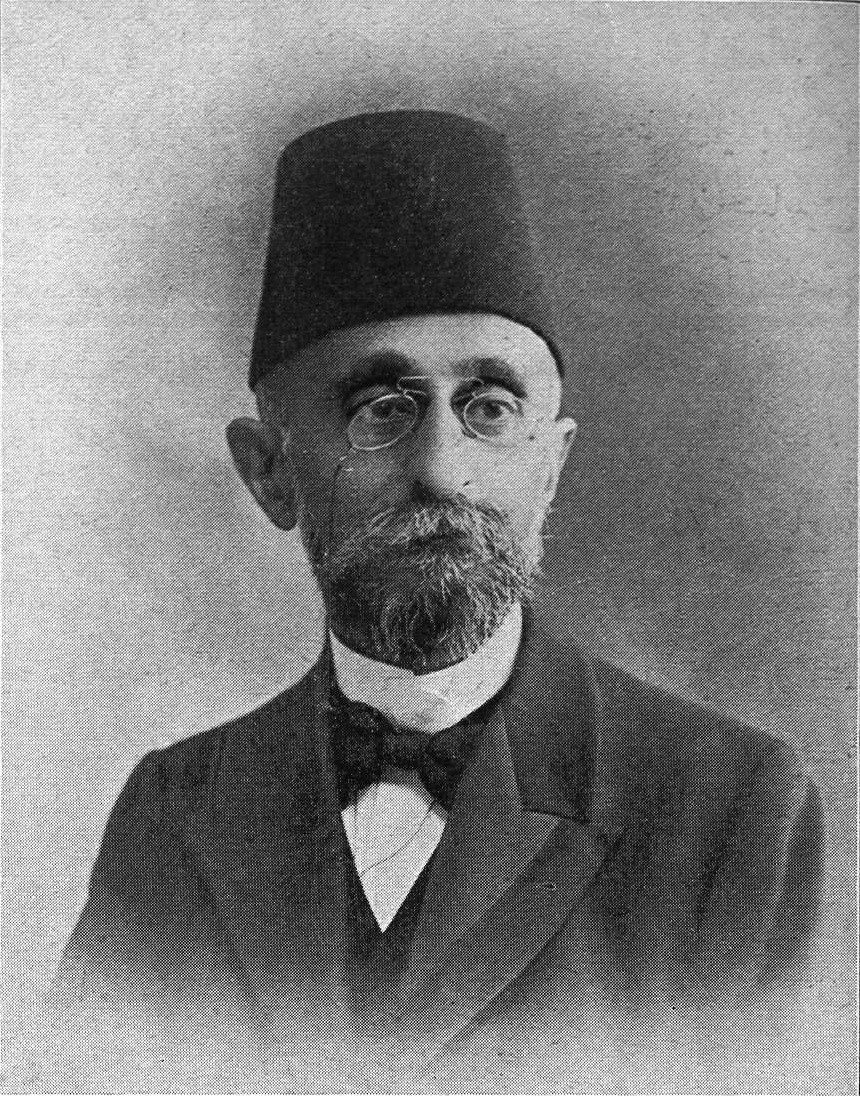
加布里埃尔·诺拉敦金

加布里埃尔·诺拉敦基安（1852年11月6日—1936年），是奥斯曼帝国亚美尼亚裔外交官、温和派政治人物。诺拉敦金曾于1908年至1910年期间担任贸易大臣，之后转任外交大臣，至1913年卡米勒帕夏内阁总辞为止。1915年，他移居到法国，并在一战结束后致力于亚美尼亚独立运动。